# Keisuke Itagaki
Keisuke Itagaki est un mangaka japonais né le 4 avril 1957 à Kushiro, au Japon.
Il est l'une des influences majeures des « Kakutō manga » (manga d'arts martiaux) avec sa série Baki, qu'il illustre et scénarise depuis 1991.

## Biographie
Keisuke Itagaki est né le 4 avril 1957 à Kushiro sur l'île d'Hokkaidō, au Japon.
À la fin de ses études secondaires en 1976, il s'engage dans l'armée japonaise où il sert 5 ans dans la 1re brigade aéroportée (第1空挺団, Dai-Ichi Kūtei Dan) du JGSDF. Souffrant d'une hépatite B, Keisuke Itagaki est réformé en 1982 et décide de se lancer à 25 ans dans une carrière de mangaka. Durant cinq ans, l'auteur crée de nombreux storyboards mais ne finit aucune de ses histoires.
En 1987, alors âgé de 30 ans, il rejoint la 6e promotion de Gekigasonjuku (劇画村塾), l'école de manga de Kazuo Koike dont certains élèves sont devenus célèbres comme Tetsuo Hara et Rumiko Takahashi. À sa sortie en 1989, Keisuke Itagaki signe sa première série chez Akita Shoten, Make-Upper, un shonen burlesque où le héros esthéticien est capable de remaquiller n'importe qui.
En 1991, un éditeur du Weekly Shonen Champion lui propose de créer un manga de baston. Keisuke Itagaki (qui ne vit toujours pas de ses œuvres) accepte mais demande que le manga en question soit une série régulière et non un one-shot. La rédaction du magazine lui donne le feu vert et Grappler Baki commence sa parution la même année. Le manga (ainsi que ses suites) connaitront un succès retentissant notamment porté par les premières compétitions d'arts martiaux mixes à cette époque.

### Vie privée
Keisuke Itagaki est marié et a trois filles , dont notamment Paru Itagaki ,.

## Œuvres
- 1991–1999 : Grappler Baki (グラップラー刃牙, Gurappura Baki?), pré publié dans le magazine Shuukan Shounen Champion ; publié en 42 volumes chez Akita Shoten[MN 1],[BU 1].
Baki est le fils de Yujiro « Ogre » Hanma, l'homme le plus puissant de tous les temps. Afin de venger sa mère, Baki va devoir combattre différents adversaires et s'améliorer afin de battre son père. Niveau 1 : tous les championnats du monde d'arts martiaux (le sport et les sportifs). Niveau 2 : tournois clandestins (Karakouen dans un des sous-sols du Tokyo dôme) animé par Tokugawa.
- 1989 réédité en 1997 : Make-Upper (メイキャッパー, Meikyappā?), prépublié dans le magazine Young Shoot ; publié en 3 volumes chez Akima Shoten, puis réédité chez Koike Shoin[MN 2],[BU 2].
Il s'agit d'un manga sur le thème du maquillage (makeup en anglais).
- 1999 : Grappler Baki Gaiden (グラップラー刃牙外伝, Gurappura Baki gaiden?) ; publié en 1 volume[BU 3].
Igari vs Mount Toba
- 1999–2010? : Garōden (餓狼伝, Garō-den?), pré publié dans le magazine Comic Fighter ; publié en 25 volumes chez Kodansha puis Akita Shoten[MN 3] — en pause depuis 2010[MN 4],[BU 4].
Manga sur le thème du combat MMA adapté du roman Garôden, La légende de la lutte contre les loups (餓狼伝, Garōden?) de Baku Yumemakura.
- 1999–2005 : Baki (バキ, Baki?), pré publié dans le magazine Shônen Champion ; 31 volumes publiés chez Akita Shoten[MN 5],[BU 5].
Suite de Grappler Baki. Niveau 3 : Mets en scène 5 anciens combattants dont la technique va au-delà des champions des tournois clandestins. Niveau 4 : Mister Oliver. Après ce niveau, il semblerait que Baki n'ai encore que 10% de la force de son père.
- 2001 : Grappler Baki Fighting (グラップラー刃牙 Fighting?) ; 1 volume publié chez Akita Shoten[BU 6].
- 2002 : Baki Tokubetsu-hen Saga (バキ特別編　ＳＡＧＡ「性」?) ; 1 volume publié chez Akita Shoten[BU 7].
- 2003 : Garouden Boy (餓狼伝BOY?), pré publié dans le magazine Shônen Champion ; 2 volumes publiés chez Akita Shoten[BU 8].
- 2005– : Baki Gaiden - Scarface (バキ外伝 疵面 －スカーフェイス－?), pré publié dans le magazine Shônen Champion ; 8 volumes (en cours) publiés chez Akita Shoten[BU 9].
- 2005–2012 : Baki, Son of Ogre (範馬刃牙, Hanma Baki?), pré publié dans le magazine Shônen Champion ; 37 volumes publiés chez Akita Shoten[MN 6],[BU 10].
Suite de Baki.
- 2010 : Dogesen (どげせん, Tokesen?), pré publie dans le magazine Manga Goraku ; 3 volumes publiés chez Nihon Bungeisha[BU 11].
- 2011 :
  - Baki Gaiden - Kizuzura (バキ外伝 創面?), pré publié dans le magazine Shônen Champion ; 3 volumes publiés chez Akita Shoten[BU 12].
  - Daku Jōtarō (濁 ジョータロー?), pré publié dans le magazine Manga Goraku ; 3 volumes publiés chez Nihon Bungeisha[BU 13].
  - Shaman (謝男?), pré publié dans le magazine Shônen Champion ; 3 volumes publiés chez Akita Shoten[BU 14].
- 2013 : Baki Gaiden - Kenjin (バキ外伝 拳刃?), pré publié dans le magazine Champion Red ; 1 volume publié chez Akita Shoten[BU 15].
- 2014–2018 : Baki Dou (刃牙道, Baki-Dō?), pré publié dans le magazine Shônen Champion ; 22 volumes publiés chez Akita Shoten[MN 7],[BU 16].
Suite de Baki, Son of Ogre.
- 2018–2023 : Baki Dou 2 (バキ道, Baki-Dō?), pré publié dans le magazine Shônen Champion[BU 17].
- 2023–en cours : Baki Rahen (刃牙らへん, Baki Rahen?), pré publié dans le magazine Shônen Champion.

## Réception
La série fleuve de l'auteur, centré sur les combats clandestins de Baki Hanma, est une course absurde de brutalité, de violence et de puissance brute, où l’esthétisme de l'auteur pousse l'anatomie des protagonistes à l’extrême mais dont les personnages ont une certaine profondeur scénaristique. L'adaptation en série TV d'animation Baki (Netflix 2019) possède un scénario décousu et Captain Popcorn recommande de lire le manga ; Erika Hardison trouve que la série peut servir de fond sonore, à moins d'apprécier les anime avec du sang qui gicle ; IGN France indique une série pour « fan d'action décomplexée » à « mi-chemin entre Jojo et Ken » avec « une animation CGI particulièrement disgracieuse » et AnimeUKnews insiste sur le peu de fluidité dans les scènes de combats et le recours à des effets spéciaux numériques (CGI) au rendu visuel embarrassant.